# 咖啡素馨
咖啡素馨（学名：Jasminum coffeinum）是木犀科素馨属的植物。分布于越南以及中国大陆的云南、广西等地，生长于海拔300米至510米的地区，多生长于岩山坡及密林中，目前尚未由人工引种栽培。